# Cyclopina ovalis
Cyclopina ovalis – gatunek widłonoga z rodziny Cyclopinidae. Nazwa naukowa tego gatunku skorupiaków została opublikowana w 1880 roku przez brytyjskiego zoologa George'a Stewardsona Brady'ego.